# Donauauen bei Stadldorf
Das Naturschutzgebiet Donauauen bei Stadldorf liegt im niederbayerischen Landkreis Straubing-Bogen.
Es erstreckt sich südlich von Stadldorf, einem Gemeindeteil von Kirchroth, entlang der südlich fließenden Donau und der westlich fließenden Alten Donau. Nordöstlich verlaufen die St 2125 und die A 3, nordwestlich erstreckt sich das rund 181 ha große Naturschutzgebiet Gmünder Au.

## Bedeutung
Das 89,52 ha große Gebiet mit der Nr. NSG-00315.01 wurde im Jahr 1987 unter Naturschutz gestellt. Es handelt sich um naturnahe, altwasserreiche Abschnitte der Donauaue mit Weichholzauen-Vegetation im Auflandungsbereich des Deichvorlandes.